# کارل راینر
کارل راینر (به انگلیسی: Carl Reiner) (زاده ۲۰ مارس ۱۹۲۲ – درگذشته ۲۹ ژوئن ۲۰۲۰) هنرپیشه، کمدین، نویسنده، تهیه‌کننده تلویزیونی و کارگردان اهل ایالات متحده آمریکا بود. وی در دوران زندگی حرفه‌اش، دوازده بار جایزه امی و یک بار جایزه گرمی را دریافت کرده‌است.
از فیلم‌های معروف او می‌توان به گویندگی در انیمیشن ماجراهای راکی و بولوینکل، کمدین، زاغه‌های بورلی هیلز و احمق اشاره کرد.